# Wildschweinfleisch

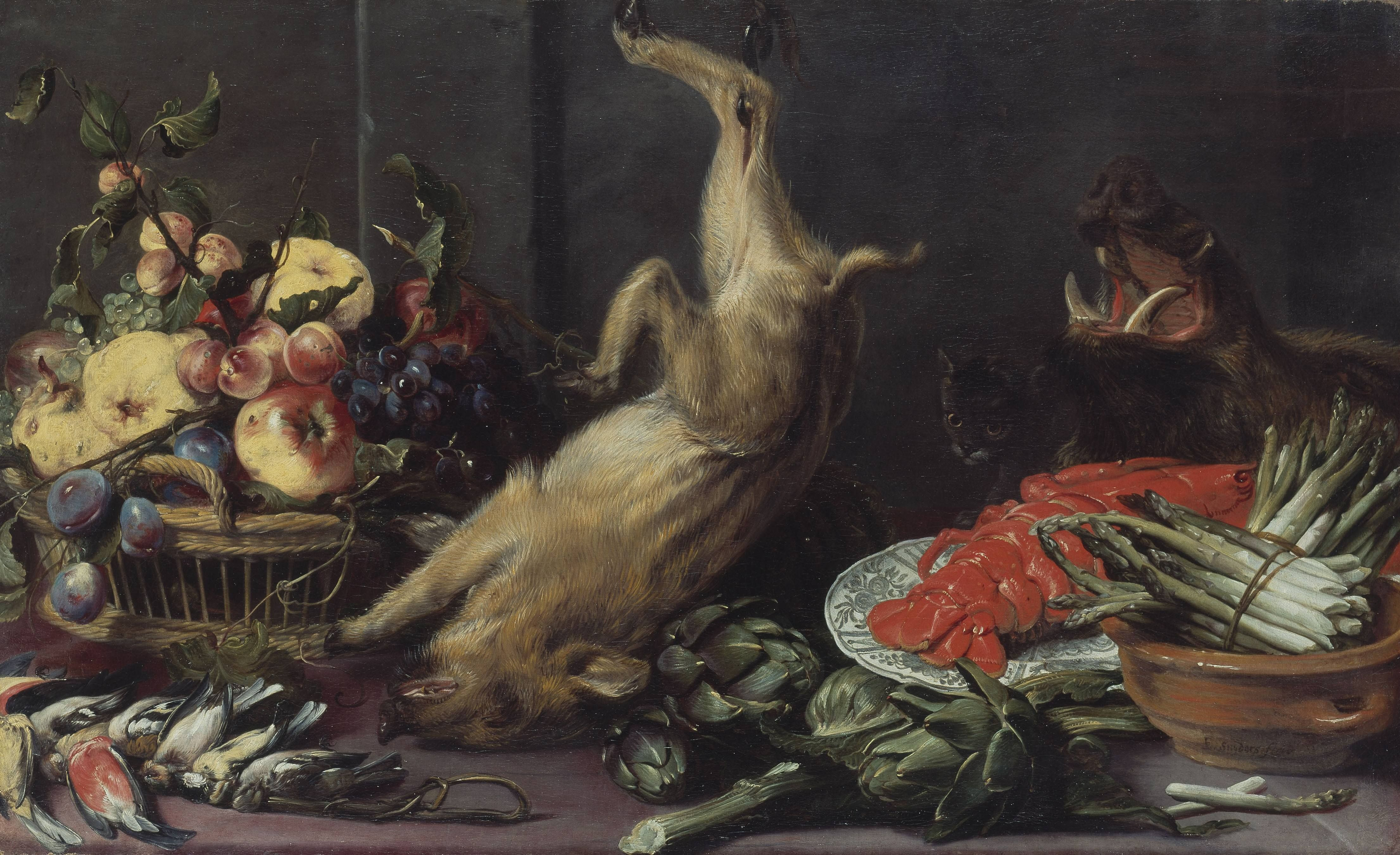
Stillleben mit Frischling – Frans Snyders

Wildschweinfleisch ist das Fleisch von Wildschweinen, die zu den jagdbaren Säugetieren (Schwarzwild) gehören. Wildschweinfleisch ist dunkelrot und wird als sehr saftig und aromatisch beschrieben. Das Fleisch des Jungtiers, der sogenannte Frischling, wird den Überläufern und älteren Tieren vorgezogen, das je jünger, desto zarter ist. Das Fleisch älterer Tiere muss 2 bis 3 Tage abhängen und gebeizt werden. Fleisch von jungen Wildschweinen wird wie Schweinefleisch gebraten und behandelt.
In Deutschland ist vor dem Verzehr eine Trichinenuntersuchung und eine Messung der Radioaktivität mit einem Grenzwert von 600Bq notwendig.